# Colori e simboli dei Minnesota Vikings
Qui di seguito sono riportati i simboli dei Minnesota Vikings, franchigia di football americano con sede a Minneapolis.

## Le divise

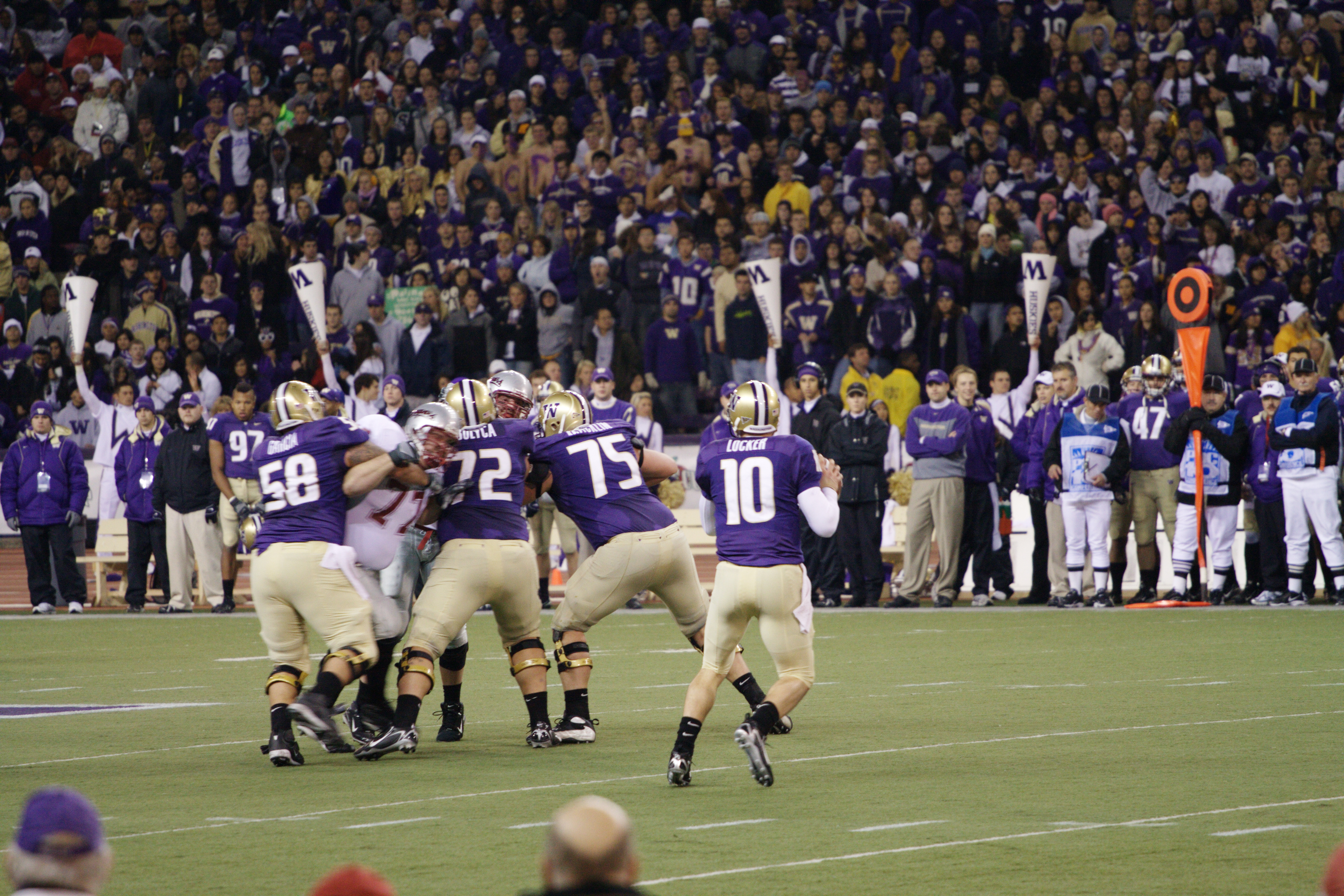
I Washington Huskies, squadra di football dell'Università di Washington

### L'origine
Come per il nome della franchigia, è anche in questo caso il general manager Bert Rose colui cui spetta la paternità dei colori sociali. Secondo quanto sostiene sua moglie Ellen, egli, nativo di Seattle, scelse il viola e il giallo-oro poiché stessi colori dell'Università di Washington (Seattle), nella quale conseguì la laurea in giornalismo e nella quale fu nel secondo dopoguerra vicedirettore atletico. Oggi, secondo quanto afferma l'NFL Properties (la branca della Lega che si occupa del merchandising), i codici ufficiali di registrazione dei colori dei Vikings sono Pantone 269 (#4B306A) per il viola e Pantone 1235 (#FFB612) per il giallo-oro.

### L'evoluzione

#### Divisa casalinga

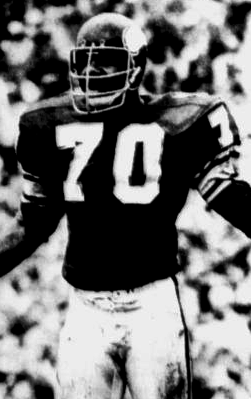
Il defensive end Jim Marshall con la prima divisa (1969)

Il primo pattern, risalente al 1961, l'anno del debutto in NFL, era costituito da una maglia totalmente viola fatta eccezione per tre strisce orizzontali bianche (di cui quella centrale sensibilmente più larga rispetto alle altre due), separate tra di loro da due strisce viola, con contorni dorati sulle maniche. Trovava posto poi, come da tradizione, il numero del giocatore: grosso sul fronte e nel retro, più piccolo a sinistra e a destra sul lato della spalla. Come per le strisce, così anche per i numeri il colore adottato è il bianco con contorni dorati. Tale pattern rimase invariato sino al 1992 e fu abbinato esclusivamente a pantaloni bianchi a strisce verticali contigue (le due laterali gialle, quella centrale viola) e, dal 1961 al 1964, a calzettoni bianchi con bordo viola e tre strisce gialle, dal 1965 al 1981, a calzettoni bianchi con bordo viola, e dal 1982 ad oggi, a calzettoni viola. 

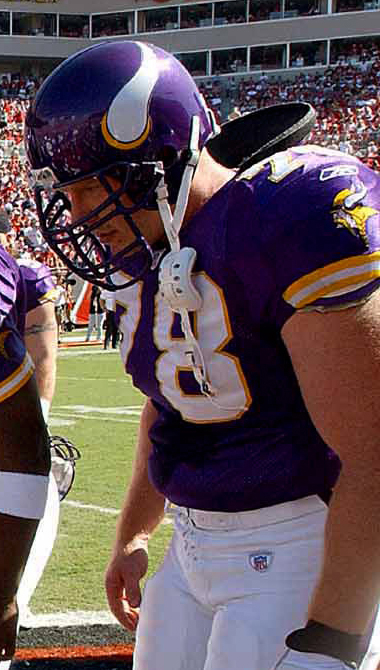
Il centro Matt Birk con la prima divisa (2002)

 Nel 1969 sopra la spalla sinistra viene apposta la patch commemorativo del 50º anniversario della NFL e per 25 anni, dal 1970 al 1995, i numeri perdono il bordo dorato e rimangono pertanto interamente bianchi. Il 1990 segna l'entrata in campo del fornitore di materiale tecnico, così su entrambe le maniche trova posto un piccolo logo della Wilson, prima azienda fornitrice del materiale tecnico (in seguito stessa sorte toccherà a Riddell, Starter, Puma, Reebok e, più recentemente, Nike), mentre a partire dal 1991, comincia ad esser posto nella punta del colletto, un piccolo logo della NFL che verrà altresì posto a sinistra sotto la cinta del pantalone.
Per le stagioni 1993, 1994 e 1995 la prima maglia subì una lieve modifica alle strisce delle maniche: scomparvero una striscia bianca sottile ed una viola. Inoltre nel 1994 fu apposta la patch del 75º anniversario della NFL sul petto sinistro.
A partire dal 1996 invece si registrano modifiche più numerose: i numeri vengono spostati dai fianchi delle spalle a sopra le spalle mentre il loro posto è preso dal Norseman che viene posto ambo i lati. Le strisce delle maniche vengono nuovamente cambiate: ora sono poste sul bordo e sono tre, due esterne gialle ed una centrale bianca. Tale template resterà in uso sino al 2005.

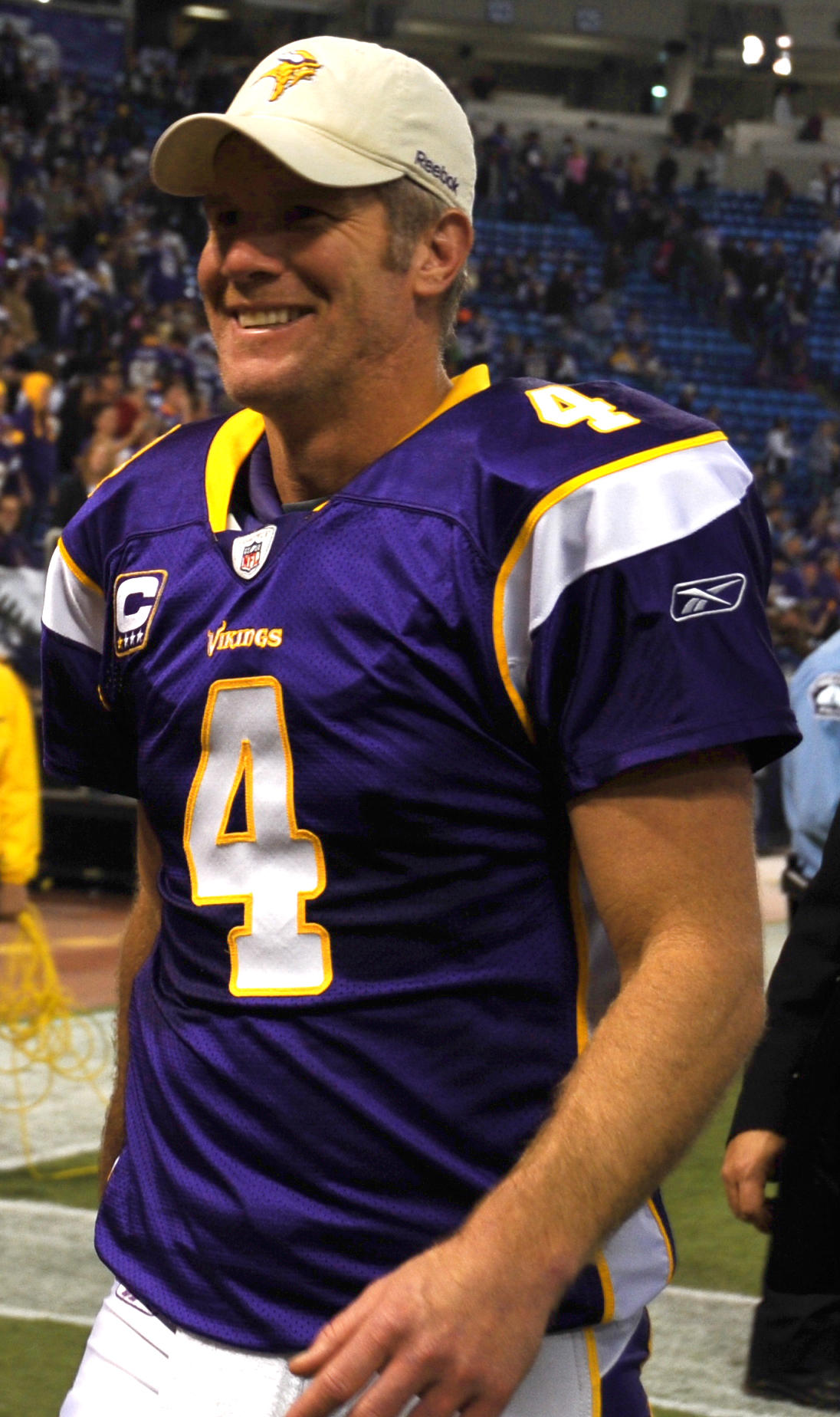
Il quarterback Brett Favre con la prima divisa (2009)

Nel 2006 il processo di cambiamento della divisa va avanti e vede il cambiamento più radicale in 46 anni di storia: vi è la scomparsa delle storiche strisce sulle maniche, rimosse per far posto ad un'unica larga striscia bianca bordata di giallo che per ogni lato corre in senso verticale lungo il fianco del pantalone per poi salire lungo il fianco della divisa ed infine biforcarsi all'altezza dell'ascella ed incontrarsi dietro la spalla dopo aver attraversato diagonalmente la spalla. Quindi in secondo luogo bisogna elencare la comparsa di un bordo a V giallo lungo il collo, inframezzato da una sottile striscia viola, che termina in avanti con il logo della NFL. Sotto questo bordo compare ora (come d'altronde per tutte le franchigie NFL) il font-logo della squadra che recita la scritta "Vikings", mentre scompare dalle maniche il Norseman ora posto sotto il bordo posteriore del collo, per dar più risalto al logo del fornitore tecnico delle divise. Nel 2011 viene apposta sul petto la patch del decimo anniversario dalla tragedia dell'11 settembre, mentre nelle settimane 14 e 15 viene apposta la patch dei 50 anni della Pro Football Hall of Fame.

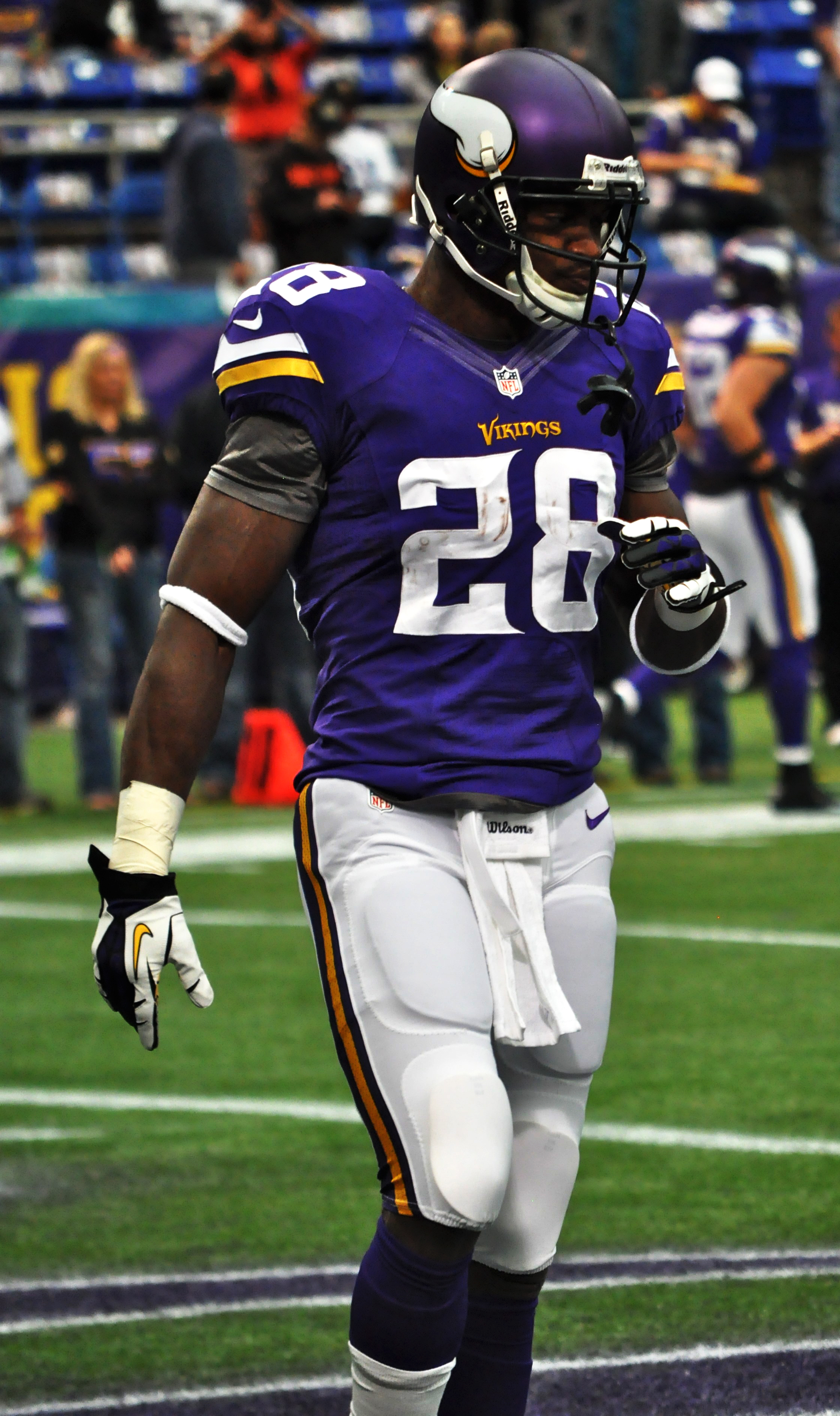
Il running back Adrian Peterson con la prima divisa (2013)

Il 28 marzo i Vikings annunciano sul proprio sito il restyling delle loro divise da gioco, la cui promozione viene lanciata sul web tramite la campagna "Vikings Uniform Insider", volta a coinvolgere i tifosi tramite i più diffusi social network. Nonostante la data fissata per il loro lancio al pubblico fosse il 25 aprile 2013, in occasione del 2013 Miller Lite Vikings Draft Party al Metrodome, già nella giornata del 23 aprile le divise vengono svelate dal sito uniwatch.com che pubblica una foto fornita da una tv di Jacksonville che aveva avuto accesso al quartier generale della Nike (la foto illustra infatti anche le divise dei Jacksonville Jaguars e dei Miami Dolphins). La nuova divisa segna il ritorno allo stile semplice e "spartano" delle divise degli anni sessanta, pur se con una rivisitazione in chiave moderna. Come sostenuto da vikings.com, le principali novità sono, per quanto concerne la divisa, 5:
1) Le due strisce gialle e bianche sul lato della spalla: dopo la scomparsa nel 2006, tornano sulle spalle le strisce gialle e bianche, chiaro omaggio alle prime divise della franchigia, terminanti nella parte posteriore con una curva che sta a simboleggiare la prua di una nave vichinga.
2) La tonalità di giallo-oro: mentre il viola rimane fedele alla tradizione, il giallo diventa più luminoso in modo da mettere ancora più in risalto il viola.
3) Il wordmark sotto il colletto: perde la bordatura bianca delle ultime stagioni ed acquista nel contempo una grandezza maggiore, col risultato finale di essere anche più in evidenza.

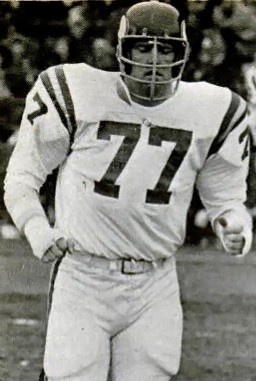
Il defensive tackle Gary Larsen con la seconda divisa (1969)

4) I numeri: sono l'elemento che subisce il più radicale cambiamento nella nuova divisa. Innanzitutto perdono la bordatura giallo-oro (era dal 1995 che non si vedevano numeri interamente bianchi) quindi, per la prima volta dal 1961, viene abbandonato il classico college font con numeri squadrati in favore di un font studiato appositamente da Nike per i Vikings che presenta grazie che rimandano, come per le strisce, alla prua delle navi vichinghe.
5) I pantaloni: anche per i pantaloni la filosofia adottata prevede il ritorno allo stile degli anni sessanta con una rivisitazione in chiave moderna. Ecco quindi, scomparso il Norseman presente nella versione del 2006, che si presentano come interamente bianchi con una larga striscia laterale viola che scorre in senso verticale, attraversata da una più stretta linea verticale gialla, decentrata rispetto all'asse verticale.

#### Divisa da trasferta

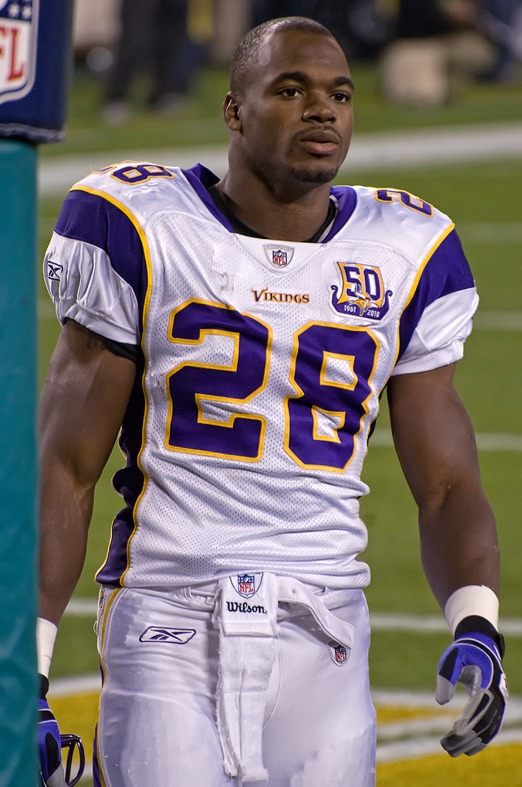
Peterson con la seconda divisa (2010)

Nella seconda maglia il template, dal 1961 al 1968, rimane identico a quello della prima maglia ma con colori invertiti: bianco come colore principale e viola con contorni dorati per strisce sulle maniche e numeri. Le maglie venivano poi abbinate con pantaloni bianchi che presentavano tre strisce verticali, tutte attaccate tra loro, lungo i lati di cui quella centrale dorata e le altre due viola. Ciò per tutte le suddette stagioni eccezion fatta per il 1964 in cui l'abbinamento era con gli stessi pantaloni della versione home, mentre nel 1962, 1963 e 1965 la maglia bianca è abbinata tanto ai pantaloni viola quanto a quelli bianchi. I calzettoni sono identici alla versione viola per le stagioni 1961, (1962, 1963, 1965 con pantaloni bianchi), 1966, 1967, 1968, mentre nel (1962-1963-1965 con pantaloni viola), 1964 riprendono il motivo delle strisce sulle maniche.
Nel 1969, mentre la divisa viola rimane invariata, la divisa bianca (indossata anche nella prima apparizione al Superbowl, perso contro i Chiefs) subì un primo cambiamento: le strisce, prima presenti sulle maniche, furono spostate sulle spalle e fatte partire da sotto le ascelle, con il risultato che davano più l'impressione di essere verticali che non orizzontali ed inoltre come per i pantaloni, furono disposte contigue l'un l'altra senza ulteriori strisce bianche di separazione. I numeri viola poi persero il contorno dorato, e sulla spalla sinistra fu apposta anche in questo caso la patch della NFL, in alcune partite sopra la spalla, in altre a sinistra della spalla posizionata sotto il numero. I pantaloni, per tutte queste stagioni, sono bianchi, mentre i calzettoni sono identici a quelli in uso con la divisa viola. Tale template vestirà i Vikings sino al 1995 senza subire modifiche.

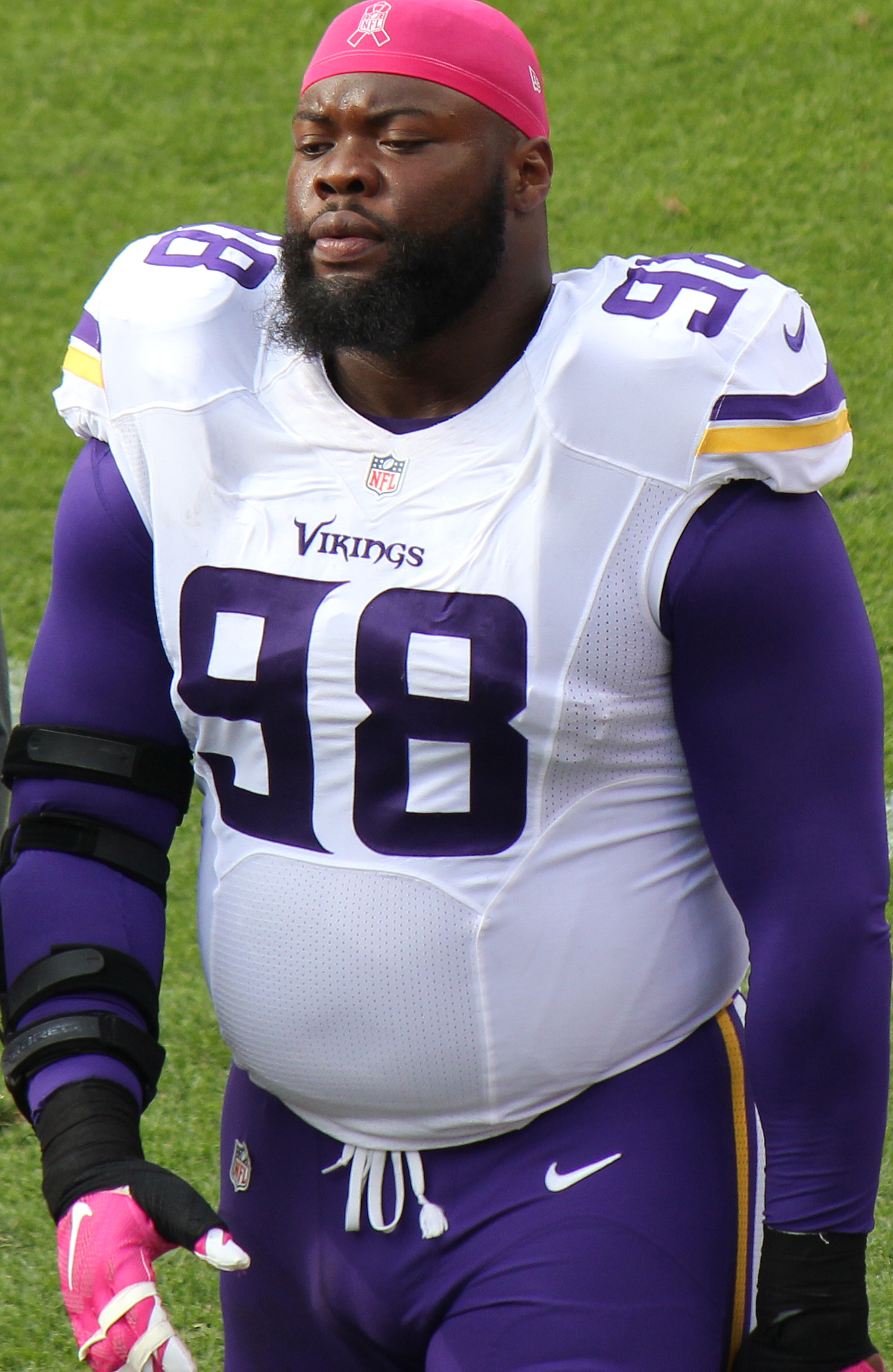
Il nose tackle Linval Joseph con la seconda divisa (2015)

Il 1996, analogamente alla versione viola, vede l'introduzione del Norseman sulle maniche e il conseguente spostamento sulle spalle dei numeri precedentemente posti sulle maniche. Anche in questo caso pantaloni bianchi e calzettoni come in uso nella versione viola. Questo template rimarrà in uso per 10 anni, sino al 2005.
- dal 1990 al 1992: Wilson
- nel 1993: Riddell
- dal 1994 al 1998: Starter
- dal 1999 al 2000: Puma
- dal 2001 al 2011: Reebok
- dal 2012: Nike

Nel 2006, come per la versione viola, la seconda maglia subisce il medesimo profondo cambiamento, con l'adozione dello stesso template e la solita inversione bianco-viola, fatta eccezione per la linea laterale dei pantaloni, che rimane bianca, e il bordo lungo il collo viola anziché giallo. La maglia è sempre abbinata con pantaloni bianchi (ma nel 2006, 2007, 2010 e 2011 anche assieme a pantaloni viola) e con i medesimi calzettoni della versione viola. Questo è il template tuttora in uso.
Come negli altri anni, la divisa da trasferta 2013 rappresenta sostanzialmente un negativo di quella casalinga: template totalmente bianco con una striscia giallo-oro e una viola sul lato della spalla, numeri interamente viola, wordmark di colore viola sotto il colletto. Il pantalone viola invece, pur essendo totalmente viola, presenta una spessa striscia laterale bianca che corre in senso verticale affiancata però da due più sottili strisce verticali rispettivamente viola e gialla. La divisa verrà comunque abbinata anche coi pantaloni bianchi.

## Casco
A differenza di tante franchigie in NFL, il casco dei Vikings, per quanto riguarda l'aspetto grafico, è sostanzialmente rimasto lo stesso dal 1961. Esso è interamente viola con due corna ai lati, a richiamare l'ascendenza vichinga della franchigia. Nel corso degli anni la tonalità di viola è leggermente cambiata passando da un viola più scuro tra gli anni '60 e '90 ad un viola più chiaro a partire dagli anni 2000, la maschera che protegge il viso è invece passata dal grigio originario al bianco (1980-1984) per poi arrivare, a partire dal 1985, al viola odierno. Lo stile delle corna invece è rimasto lo stesso per 45 anni quando, in concomitanza con il restyling delle divise, nel 2006 hanno subito anch'esse una lieve rivisitazione volta a dare loro quasi un abbozzo di tridimensionalità. Negli anni 2000, nelle rare occasioni in cui i Vikings sono scesi in campo con la terza divisa, il casco usato è stato quello in uso fino agli anni 80, quindi viola scuro con grigio per la maschera e corna prima versione. Con il restyling delle divise del 2013, anche il casco vede un rinnovamento ed introduce due novità inedite: la finitura opaca al posto della storica finitura lucida, ed il nero al posto dello storico viola per la maschera protettiva. Curiosamente sono assieme ai Rams, agli Eagles, ai Bengals ed ai Browns tra le cinque sole franchigie dell'NFL che non appongono il principale logo societario sul casco.

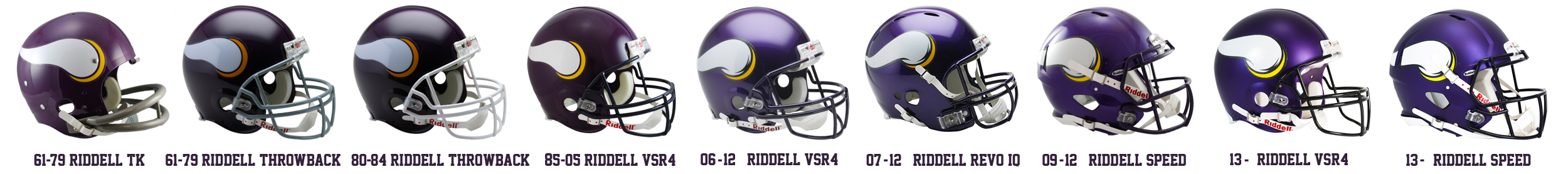
Evoluzione del casco da gioco dei Vikings

## Il logo

### Il Norseman
- 1961-2012: Il logo dei Vikings fu disegnato nel 1961 dall'illustratore sportivo Karl Hubenthal,[13] su commissione di Bert Rose, ed è costituito dal classico profilo dell'uomo vichingo, il "Norseman" (lett. Uomo del Nord),[14] raffigurato con lunghi baffi, trecce, un elmo con corna ed il profilo volto a destra. La cromia è già quella definitiva con la colorazione rosea del viso, il bianco delle corna, la fascia violacea dell'elmo ed un giallo leggermente spento per elmo e trecce. È questa la versione "storica" che resterà in uso per oltre 50 anni.[15][16]
- 2013-Presente: Nella mattinata del 14 febbraio 2013[17][18][19] in esclusiva ai possessori dell'abbonamento, viene svelato il nuovo logo che in realtà è un leggero restyling dello storico Norseman. I cambiamenti, come scritto sul sito, sono essenzialmente 5:

1) Forma delle corna: ora leggermente più corte, rimossa l'ombreggiatura fatta eccezione per il nero delle punte.
2) Base delle corna: ora rimanda a quella delle corna presenti sul casco dei giocatori.	
3) Dettagli del viso: ora realizzati con linee più spesse.
4) Giallo oro Viking: ora più luminoso.
5) La treccia: ora più corta, con conseguente compattatura ulteriore del logo.
Il restyling del logo è stato approntato anche in previsione del trasferimento nel nuovo stadio, dal momento che verrà in seguito apposto all'interno della futura struttura e sfruttato anche per incrementare i ricavi del merchandising.

#### Il logo secondario
Più raramente oltre al Norseman, i Vikings usano, a partire dal 1998, come secondo logo (soprattutto sul fronte merchandising) la V del wordmark.

### Il wordmark
Accanto al Norseman vi è anche un secondo logo che rientra nella categoria dei wordmark, ovvero un logo costituito dal nome della franchigia (Minnesota Vikings o anche solo Vikings) scritto con un font specifico. Il wordmark è utilizzato in abbinato col Norseman o anche da solo, come ad esempio sulla divisa da gioco sulla quale è posizionato sotto il bordo anteriore del collo. Il primo wordmark risale al 1961 e fu usato ininterrottamente per 20 anni sino al 1981. Esso era costituito dalla scritta "Minnesota Vikings" di colore viola. In seguito dal 1982 al 2003 fu adottato un nuovo wordmark sempre di colore viola ma caratterizzato da un nuovo tipo di font a caratteri maiuscoli. Dal 2004 è invece in uso il wordmark attuale, che è poi lo stesso in uso fino al 1981 ma si differenzia da questi per la bordatura giallo/oro delle lettere.

### Patch Vikings commemorative
In occasione di particolari eventi i Vikings hanno portato cucite sulle loro divise delle proprie patch commemorative (non sono in questo caso considerate le patch imposte dall'NFL, comuni a tutte le franchigie). Ciò è accaduto nel:
- 1985 In occasione del 25º anniversario dalla fondazione della franchigia[22]
- 1989 In occasione del ventennale della vittoria del Campionato NFL 1969[23]
- 1995 In occasione del 35º anniversario dalla fondazione della franchigia[24]
- 1999 In ricordo del defunto coordinatore offensivo Chip Myers[25]
- 2000 In occasione del 40º anniversario dalla fondazione della franchigia[26]
- 2001 In ricordo del defunto offensive tackle Korey Stringer[27]
- 2005 In occasione del 45º anniversario dalla fondazione della franchigia[28]
- 2010 In occasione del 50º anniversario dalla fondazione della franchigia[29]

In tutti i casi la patch fu applicata sul fronte della spalla sinistra e sfoggiata durante tutto l'arco della stagione.

## Fight Songs

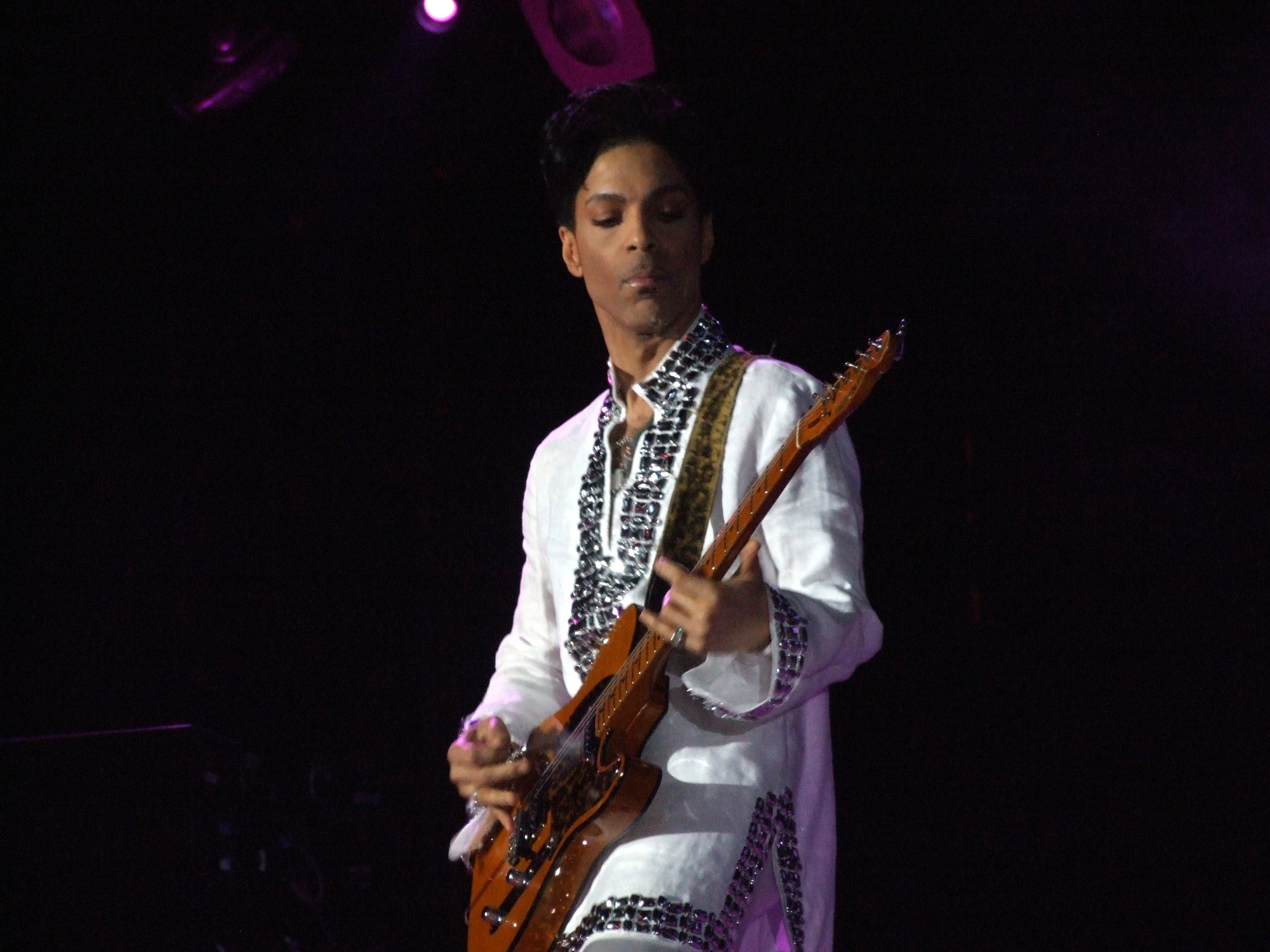
Prince, autore della fight song Purple and Gold

La storica fight song, in uso sin dal 1961, ovvero il coro con cui i tifosi negli sport americani sono soliti supportare la propria squadra, è intitolata Skol Vikings e fu scritta e composta da James "Red" McLeod, un compositore originario del Minnesota e direttore per più vent'anni dell'intrattenimento nelle partite giocate in casa dai Vikings. Essa viene usualmente intonata dai tifosi, ogniqualvolta i Vikings mettono a segno uno o più punti, accompagnati delle cheerleader che eseguono lo spelling del nome Vikings come nel testo della canzone, al termine del secondo quarto, e al termine delle partite vinte.
Accanto a Skol Vikings, dal gennaio 2010, è stata introdotta un'altra fight song (pur se quella ufficiale rimane sempre Skol Vikings) intitolata Purple and Gold, scritta e composta dalla celebre rockstar americana Prince, originario proprio di Minneapolis e tifoso dei Vikings.

### Videografia
- 2010 - (EN)  History of the Minnesota Vikings, DVD (x2), NFL Productions, Warner Bros., Stati Uniti d'America